# John van Loen
John van Loen (Utrecht, 4 februari 1965) is een Nederlands voormalig voetballer en huidig voetbaltrainer.

## Carrière

### Jeugd en eerste jaren
Van Loen werd geboren als derde van een gezin met vier zonen in een volkswijk van Utrecht en groeide op aan de Tweede Daalsedijk, nabij de Amsterdamsestraatweg. Zijn vader was bouwvakker terwijl zijn moeder het huishouden deed. Op zesjarige leeftijd begon hij te voetballen bij VVO '65 in de wijk Overvecht, waar ook Van Loen senior had gespeeld. Toen het gezin een jaar later verhuisde naar de Vleutenseweg - hemelsbreed nog geen kilometer verder - werd Van Loen lid van UVV, waar op dat moment onder meer Marco van Basten speelde. Samen doorliepen zij alle jeugdelftallen; van Loen aanvankelijk als aanvallende middenvelder, maar nadat Van Basten naar Elinkwijk was vertrokken als spits.
Vanaf zijn twaalfde werd de Utrechter opgenomen in het jeugdplan van FC Utrecht, hetgeen inhield dat hij eenmaal per week onder leiding van jeugdtrainers van de eredivisionist trainde, maar bij zijn eigen club bleef voetballen. In 1982, op zeventienjarige leeftijd, maakte de boomlange aanvaller definitief de overstap naar FC Utrecht, waar hij op 24 februari 1984 zijn debuut maakte als invaller voor Ton de Kruijk in een wedstrijd tegen Sparta (2-2). Twee seizoenen later was hij vaste keus als spits, en wist hij vijftien maal te scoren in dertig wedstrijden.

### Overstap naar grotere clubs
In zijn vijf seizoenen bij FC Utrecht groeide Van Loen uit tot een kopsterke en balvaste aanvaller, die vooral tijdens luchtduels spijkerhard kon zijn en menig gele kaart incasseerde. Hij won met de club in 1985 de KNVB beker door in de finale tegen Helmond Sport in blessuretijd de 1-0 te scoren, en kwam in de Europacup II onder meer uit tegen Dynamo Kiev. Hij werd gevolgd door grote clubs in binnen- en buitenland (naar eigen zeggen was er interesse van Sporting Lissabon, SL Benfica, Manchester United, Liverpool en Bayern München), maar vanwege de hoge vraagprijs van FC Utrecht - circa 450.000 euro - kwam het nooit tot een transfer. Pas in 1988 vertrok de Vuurtoren, zoals zijn bijnaam luidde, naar Roda JC.
In Kerkrade beleefde Van Loen onder de trainers Jan Reker en Willy van der Kuijlen twee goede seizoenen. Hij scoorde 25 maal en speelde samen met onder meer Henk Fraser en Michel Boerebach in de Europacup II. In 1990 werd hij geselecteerd voor het WK voetbal in Italië, waar hij slechts 10 minuten op het veld stond. Desondanks toonden meerdere clubs na het toernooi interesse, en de spits verhuisde voor circa 1,6 miljoen euro naar de Belgische topclub RSC Anderlecht. In Brussel bleek hij echter niet op zijn plaats; zijn houterige verschijning leverde hem de bijnaam Lantaarnpaal op, en door de tv- en radiopresentatoren Carl Huybrechts en Jan Wauters werd hij meerdere malen bekritiseerd. Na één seizoen, waarin hij slechts driemaal tot scoren kwam, werd hij vervangen door John Bosman en vertrok naar Ajax, dat hem op voorspraak van trainer Leo Beenhakker had aangekocht.

### Ajax en Feyenoord
In september 1991 vertrok Beenhakker echter naar Real Madrid. Diens opvolger, Louis van Gaal, was minder gecharmeerd van Van Loen. Weliswaar was de persoonlijke onderlinge relatie goed en kwam hij in het seizoen 1991-1992 nog tot 30 wedstrijden, maar het jaar daarop speelde een enkelblessure hem geregeld parten. Samen met het feit dat hij niet goed lag bij de supporters - hij ontving zelfs een kogelbrief - zorgde dit ervoor dat hij in de winterstop de overstap maakte naar directe concurrent Feyenoord, waar Willem van Hanegem op dat moment de scepter zwaaide. Dat seizoen werd de club landskampioen en de boomlange spits scoorde viermaal. De daaropvolgende jaren kende hij echter een terugval, wat gepaard ging met een grote concurrentie op zijn positie van Mike Obiku en József Kiprich. Na een rode kaart in een wedstrijd tegen FC Twente kreeg hij een schorsing van 7 wedstrijden van de KNVB en een boete van circa 4.500 euro van Van Hanegem. Zijn populariteit onder de aanhang daalde flink. In de winterstop van het seizoen 1994-1995 verhuisde hij op huurbasis naar Japan na een riante aanbieding van Sanfrecce Hiroshima. Hier kende Van Loen ondanks de cultuurverschillen een goede periode, maar na een half jaar liep zijn huurcontract af en ging hij terug naar Rotterdam. Bij Feyenoord was inmiddels Arie Haan trainer, die geen interesse in hem had. De aanvaller speelde de eerste seizoenshelft geen enkele wedstrijd, waarna hij in de winterstop de overstap maakte naar FC Utrecht, de club waar hij was begonnen.

### Terug in Utrecht

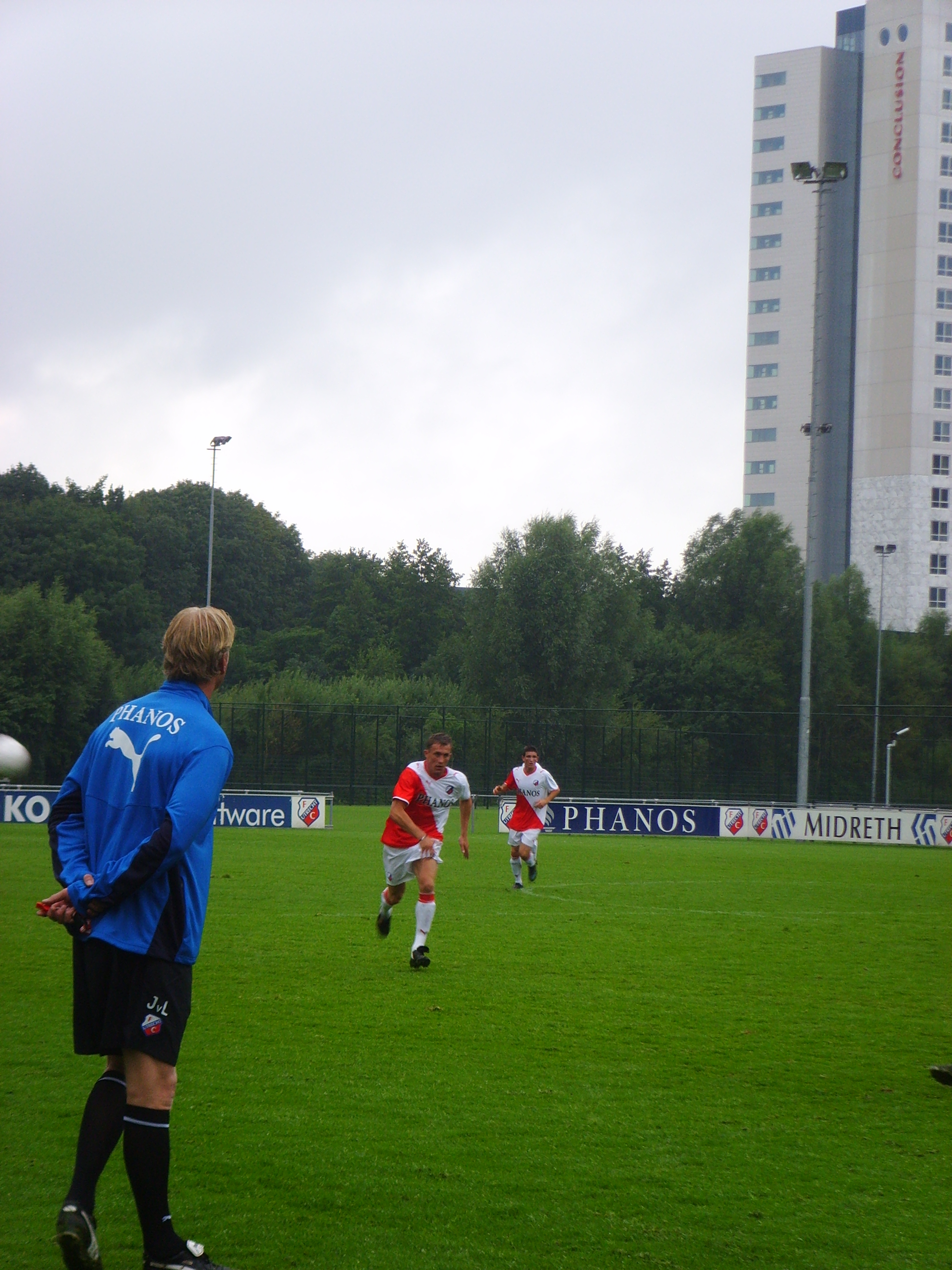
Van Loen kijkt toe tijdens een training van FC Utrecht

Hij kwam bij Utrecht terecht in een periode waarin de club op het randje van degradatie hing. Pas op de laatste dag was de eredivisionist verzekerd van behoud, na een 1-2 zege bij FC Twente. Van Loen speelde voor slechts 680 euro per maand, aangezien de club zich niet meer kon veroorloven. De daaropvolgende twee seizoenen ervaarde hij veel last van een chronische enkelblessure, die hem het spelen belemmerde. Een avontuur bij het Cypriotische APOEL Nicosia in 1998 liep op niets uit, nadat hij aan het eind van de voorbereiding zijn peroneuspees scheurde - een zeer zeldzame blessure - en zes maanden was uitgeschakeld. Dat seizoen beëindigde hij zijn professionele spelersloopbaan.

## Interlandwedstrijden
Van Loen speelde van 1985 tot 1990 zeven interlandwedstrijden voor het Nederlands elftal, waarin hij één keer scoorde. Van deze wedstrijden werden er twee gewonnen, drie verloren en twee gelijkgespeeld. Hij maakte zijn debuut tegen België, in de kwalificatiewedstrijd voor het WK 1986 in Mexico. Tot vijf minuten voor tijd stond het door doelpunten van Peter Houtman en Rob de Wit 2-0, een stand waarmee Nederland zich zou hebben geplaatst. Op dat moment scoorde Georges Grün, de directe tegenstander van de ingevallen Van Loen, de 2-1. Na het 1-0-verlies in de heenwedstrijd was dit te weinig, en Oranje lag eruit. In de dagen daarop kreeg de Utrechter veel kritiek over zich heen, en hij zou drie jaar lang niet worden geselecteerd.

## Trainer
Na zijn actieve loopbaan was hij drie jaar lang trainer van de jeugdopleiding van FC Utrecht. Vanaf 2003 tot 2008 was Van Loen assistent-trainer bij FC Utrecht, waar hij samenwerkte met Willem van Hanegem, na eerder met Foeke Booy gewerkt te hebben. In mei 2007 slaagde hij voor de cursus Coach Betaald Voetbal. Op 23 oktober 2008 maakte de club bekend het contract met de Utrechter per direct te hebben beëindigd omdat, in de woorden van voorzitter Jan Willem van Dop, de onderlinge chemie in de technische staf, maar ook met de spelersgroep, minder werd. Zijn taken werden overgenomen door Ton du Chatinier, evenals Van Loen een oud-voetballer van FC Utrecht.
Sinds het seizoen 2009-2010 is hij trainer bij Roda '46 in Leusden. In het seizoen 2011-2012 was hij trainer van zaterdag Hoofdklasser CSV Apeldoorn. Van juli 2012 tot juni 2013 was hij spitsentrainer bij Sparta. In juni 2013 tekende hij een contract bij de Vriezenveense eersteklasser DOS '37. In april 2014 werd hij hoofd jeugdopleidingen bij FK Qarabağ uit Azerbeidzjan. Vanaf 2017 tot en met 2022 was hij hoofdtrainer van VVZ'49.
Vanaf januari 2024 is hij hoofdtrainer en hoofd jeugdopleiding bij Eerbeekse Boys.Sinds 2025 is hij alleen nog maar hoofdtrainer bij Eerbeekse Boys.

### Statistieken

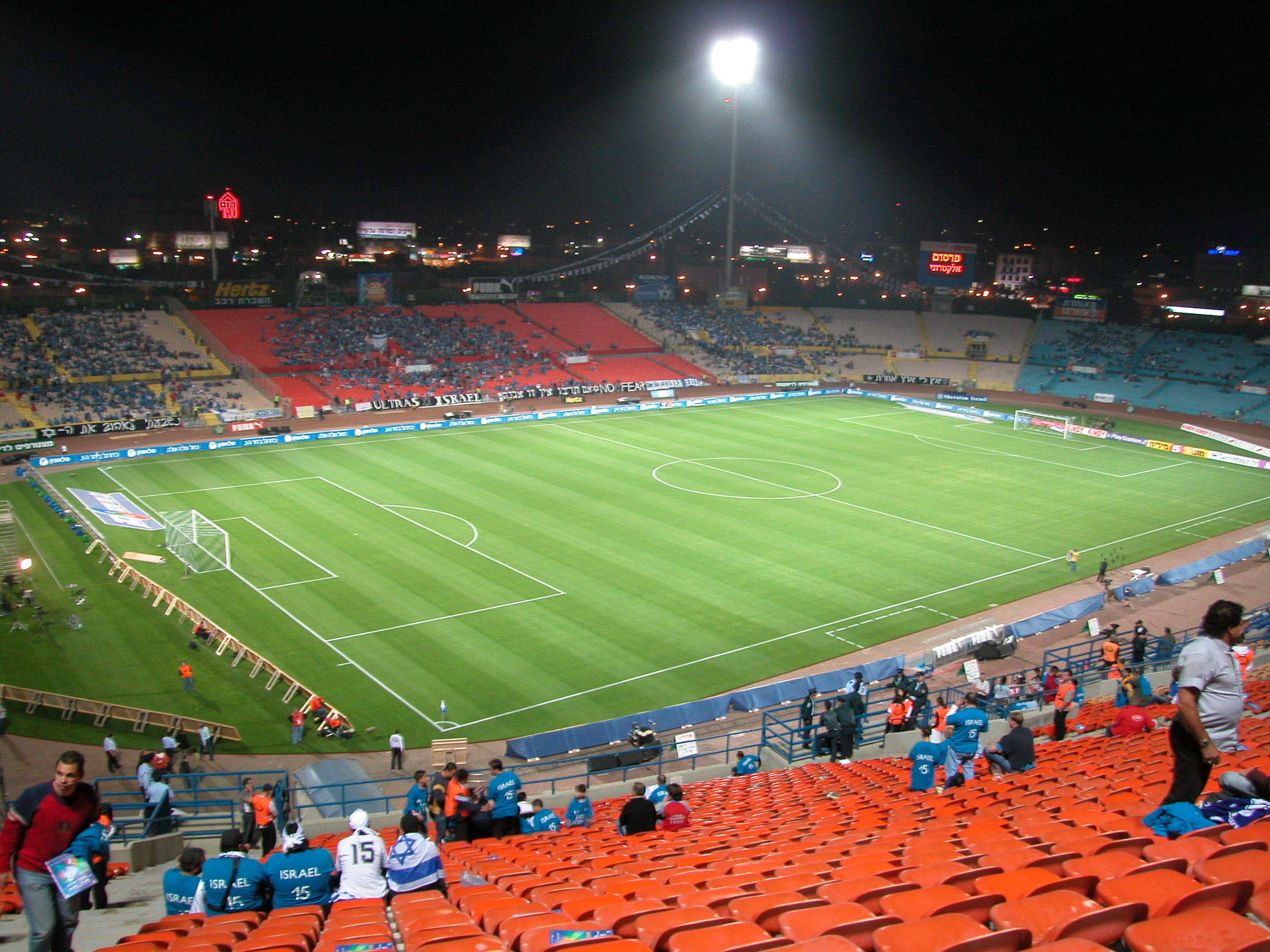
Het Ramat Gan Stadion in Israël, waar Van Loen zijn enige interlanddoelpunt scoorde

| Nr.  | Datum            | Locatie                        | Thuisploeg  | Uitploeg   | Uitslag | Dp. | Verslag |
| ---- | ---------------- | ------------------------------ | ----------- | ---------- | ------- | --- | ------- |
| 427. | 20 november 1985 | Stadion Feijenoord, Rotterdam  | Nederland   | België     | 2-1     | 0   |         |
| 453. | 16 november 1988 | Stadio Olimpico, Rome          | Italië      | Nederland  | 1-0     | 0   |         |
| 454. | 4 januari 1989   | Ramat Gan Stadion, Ramat Gan   | Israël      | Nederland  | 0-2     | 1   |         |
| 458. | 6 september 1989 | Olympisch Stadion, Amsterdam   | Nederland   | Denemarken | 2-2     | 0   |         |
| 461. | 20 december 1989 | Stadion Feijenoord, Rotterdam  | Nederland   | Brazilië   | 0-1     | 0   |         |
| 463. | 28 maart 1990    | NSK Olimpiejsky, Kiev          | Sovjet-Unie | Nederland  | 2-1     | 0   |         |
| 468. | 29 juni 1990     | Stadio della Favorita, Palermo | Nederland   | Ierland    | 1-1     | 0   |         |

## Erelijst
| Competitie |            |                  |            |            |
| Competitie | Aantal     | Jaren            |            |            |
| FC Utrecht | FC Utrecht | FC Utrecht       | FC Utrecht | FC Utrecht |
| ---------- | ---------- | ---------------- | ---------- | ---------- |
| KNVB beker | 1x         | 1984/85          |            |            |
| Ajax       |            |                  |            |            |
| UEFA Cup   | 1x         | 1991/92          |            |            |
| Feyenoord  |            |                  |            |            |
| Eredivisie | 1x         | 1992/93          |            |            |
| KNVB beker | 2x         | 1993/94, 1994/95 |            |            |

## Trivia
- In november 2021 verscheen zijn biografie, onder de titel 'Over de rooie', geschreven door Rick van Leeuwen.
- Van Loen woonde 24 jaar lang in IJsselstein; hij en zijn zoon speelden beiden bij de lokale amateurclub VVIJ.
- Op 22 september 2007 werd Van Loen opgepakt vanwege de mogelijke mishandeling van een 15-jarige jongen, na een voetbalwedstrijd van zijn zoon.[5]
- Zijn bijnamen luidden onder meer "De Rode Baron" en "De Vuurtoren", vanwege zijn rode haar.